# Susan Miller Rambo
Susan Miller Rambo (Easton, Pensilvânia, 3 de abril de 1883 – Northampton, Massachusetts, 7 de janeiro de 1977) foi uma matemática estadunidense, a segunda mulher a obter um Ph.D. na Universidade de Michigan e que teve uma longa carreira como professora no Smith College.
Obteve um doutorado em 1920 na Universidade de Michigan, orientada por Walter Burton Ford.

## Asssociações
- American Mathematical Society. Em 1928 Susan Rambo foi delegada no Congresso Internacional de Matemáticos em Bolonha, Itália.[3]
- Mathematical Association of America[4]

## Publicações
- 1905 A Defense of Immigration.[5]
- 1946 Review of College Mathematics: A General Introduction, by C. H.Sisam. Science n.s., 104:169.[3]